# آرثر-لوسيان بوبيان
آرثر-لوسيان بوبيان هو سياسي كندي، ولد في 11 فبراير 1879 في فيكتوريا فيل في كندا، وتوفي في 21 مارس 1971. نشط حزبياً في الحزب الليبرالي الكندي. وقد انتخب عضو مجلس الشيوخ الكندي ‏ وانتخب عضو مجلس العموم الكندي.